# Abu Maruane Abedal Maleque II
Abu Maruane Abedal Maleque II Abedalmáleque II ou Abedelméleque II (Abu Marwan Abd al-Malik II), foi um rei de Marrocos da  Dinastia Saadi, reinou entre 1628 e 1631. Foi antecedido no trono por Zidane Nácer, e foi seguido no trono por Alualide ibne Zidane.